# Magic Formula Investing
Magic Formula Investing (zu deutsch magische Investitionsformel) bezeichnet eine Methode zum wertorientierten Investieren, die vom amerikanischen Unternehmer und Hochschullehrer Joel Greenblatt beschrieben wurde.

## Methodologie
Greenblatt empfiehlt den Kauf von 30 „guten Firmen“: Günstige Aktien mit einer hohen Ertragsrendite und Kapitalrendite (ROC).
Er begründet seine Methode mit seinem Buch „The Little Book that Beats the Market“. Er beschreibt darin, dass diese Methode den S&P 500 in 96 Prozent der Fälle schlage und eine durchschnittliche jährliche Rendite von 30,8 Prozent erreichen könne.

### Berechnungsverfahren
1. Einführung einer Mindestmarktkapitalisierung (geläufig sind mindestens 50 Millionen USD)
2. Auszuschließen sind Öffentliche Versorgungsunternehmen und Aktien von Finanzdienstleistern.
3. Auszuschließen sind ADRs (American Depositary Receipts).
4. Berechnung der Ertragsrendite(ROC) = EBIT / Unternehmenswert.
5. Berechnung der Kapitalrendite = EBIT / (Nettosachanlagenvermögen + Betriebsnotwendiges Vermögen).
6. Ordnen der Unternehmen nach Marktkapitalisierung, höchster Ertrags- und Kapitalrendite.
7. Investieren in 20 bis 30 der höchstbewerteten Firmen über einen Zeitraum von 12 Monaten. Dies solle stufenweise mit jeweils 2–3 Unternehmen pro Monat geschehen.
8. Einmal pro Jahr soll das Aktienportfolio neu bewertet werden. Dabei sollen:
  1. Kursverlierer eine Woche vor der 1-Jahr-Haltedauer verkauft und
  2. Kursgewinner eine Woche nach der 1-Jahr-Haltedauer verkauft werden.
9. Fortführen dieses Prinzips über einen langfristigen Zeitraum (5 Jahre oder mehr)

## Studien und Kritik
Einige Studien konnten den Erfolg in verschiedenen Märkten nachweisen.
2009 zeigte eine Studie in den skandinavischen Aktienmärkten von 1998 bis 2008, dass Greenblatts Methode über dem Marktdurchschnitt lag. Die Verfasser der Studien kamen jedoch zum Schluss, die Methode als Prüfwerkzeug anstelle einer Investitionsgrundlage zu wählen. Der Grund für den Erfolg der Methode sei vielmehr das Kapitalgutpreismodell bzw. das Fama–French Dreifaktormodell.
Eine weitere Studie des finnischen Aktienmarktes aus dem Jahr 2016 ergab, das Greenblatts Modell „liefert im Durchschnitt höhere risikobereinigte Renditen“. Für Bullenmärkte jedoch sei eine Modifizierung des Modells notwendig.
2016 konnte auch im brasilianischen Aktienmarkt das Modell erfolgreich angewendet werden. Die Autoren warnten jedoch vor den Ergebnissen, diese seien nicht gesichert genug und es sei möglich, dass der Zufall für den Erfolg dieser Studie verantwortlich sei.
In einer Studie des schwedischen Aktienmarktes aus dem Jahr 2017 konnte das Greenblatt Modell den Markt langfristig in den Zeiträumen 2005–2015 und 2007–2017 schlagen. Die Forscher konnte außerdem eine Korrelation zwischen kurzfristigen Verlusten und erhöhten Kursschwankungen im Modell feststellen.
Eine Langzeitstudie von 2001 bis 2014 am Hong Kong Aktienmarkt konnte eine langfristig erhöhte Rendite von 6 bis 15 % im Vergleich zum Marktdurchschnitt ermitteln.
2018 konnte abermals das Modell im chinesischen Aktienmarkt nachgewiesen werden.
Robert Andrew Martin veröffentlichte eine Backtest Analyse der Magic Investing Formula im Juni 2020. Im Zeitraum von 2003 bis 2015 konnte Greenblatts Formel am amerikanischen Aktienmarkt eine überdurchschnittliche jährliche Rendite von 11,4 % nachweisen. Das Modell war somit um 8,7 % besser als der S&P 500. Martin konnte aber auch eine negative Rendite in den Jahren 2007–2011 sowie stark erhöhte Volatilität zwischen 2003 und 2015 feststellen. Er kam zu dem Schluss, dass das Modell im Schnitt „überraschend“ 3 % besser lief, jedoch die Erwartung von 30 % – wie im Buch behauptet – bei Weitem nicht erfüllte. Erwähnenswert sei außerdem ein signifikantes psychologisches Risiko, welches mit der Finanzkrise 2008 einherging.

## Verwandte Themen
- Piotroski F-Score
- Wertorientiertes Investieren